# Liste der Biografien/Wali
Liste der Biografien |
Portal Biografien |
Personensuche
# |
A |
B |
C |
D |
E |
F |
G |
H |
I |
J |
K |
L |
M |
N |
O |
P |
Q |
R |
S |
T |
U |
V |
W |
X |
Y |
Z |
?
 
Wa |
Wc |
Wd |
We |
Wh |
Wi |
Wj |
Wl |
Wn |
Wo |
Wr |
Ws |
Wt |
Wu |
Ww |
Wy |
Wz
 
Waa |
Wab |
Wac |
Wad |
Wae |
Waf |
Wag |
Wah |
Wai |
Waj |
Wak |
Wal |
Wam |
Wan |
Wao |
Wap |
Waq |
War |
Was |
Wat |
Wau |
Wav |
Waw |
Wax |
Way |
Waz
 
Wala |
Walb |
Walc |
Wald |
Wale |
Walf |
Walg |
Walh |
Wali |
Walj |
Walk |
Wall |
Walm |
Waln |
Walo |
Walp |
Walq |
Walr |
Wals |
Walt |
Walu |
Walw |
Waly |
Walz
Die Liste der Biografien führt alle Personen auf, die in der deutschsprachigen Wikipedia einen Artikel haben. Dieses ist eine Teilliste mit 38 Einträgen von Personen, deren Namen mit den Buchstaben „Wali“ beginnt.

## Wali
- Wali Mustafa Sayyid, al- († 1976), sahrauischer Politiker; Mitbegründer der Frente Polisario und Präsident der Demokratischen Arabischen Republik Sahara
- Wali, Ahmad, afghanischer Sänger
- Wali, Aminu Bashir (* 1941), nigerianischer Diplomat und Politiker
- Wali, Najem (* 1956), irakischer Schriftsteller
- Wali, Yousef (1930–2020), ägyptischer Politiker

### Walic
- Walicki, Andrzej (1930–2020), polnischer Historiker
- Walicki, Franciszek (1921–2015), polnischer Musikjournalist und Publizist
- Waliczky, Tamás (* 1959), ungarischer Medienkünstler und Hochschullehrer

### Walid
- Walid bin Abdulkarim Al-Khuraiji (* 1958), saudischer Diplomat und Politiker
- Walid ibn Talal, al- (* 1955), saudi-arabischer Scheich und InvestorAl-Walid ibn Talal (* 1955)

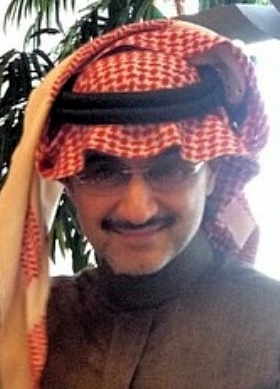
Al-Walid ibn Talal (* 1955)

- Walid, Menna (* 2004), ägyptische Squashspielerin
- Walidt, Steffi (1889–1985), österreichische Soubrette, Theater- und Stummfilmschauspielerin

### Walig
- Walig, Eva (* 1985), deutsche Fernsehmoderatorin, Journalistin und Stimmtrainerin
- Waligo, Abraham (1928–2000), ugandischer Politiker
- Waligora, Leonard (* 1980), deutscher Volleyball- und Beachvolleyballspieler
- Waligora, Lukáš (* 1987), tschechischer Grasskiläufer
- Waligora, Michael (* 1990), tschechischer Alpin- und Grasskiläufer
- Waligóra, Mirosław (* 1970), polnischer Fußballspieler
- Waligora, Paul (1907–1968), deutscher Maler und Grafiker
- Waligórska, Magdalena (* 1980), polnische Historikerin
- Waligura, Kathrin (* 1962), deutsche Schauspielerin

### Walij
- Walijew, Mirabi (* 1970), ukrainischer Ringer
- Walijew, Rinat Ischakowitsch (* 1995), russischer Eishockeyspieler
- Walijew, Roman (* 1984), kasachischer Dreispringer
- Walijewa, Kamila Walerjewna (* 2006), russische EiskunstläuferinKamila Walerjewna Walijewa (* 2006)

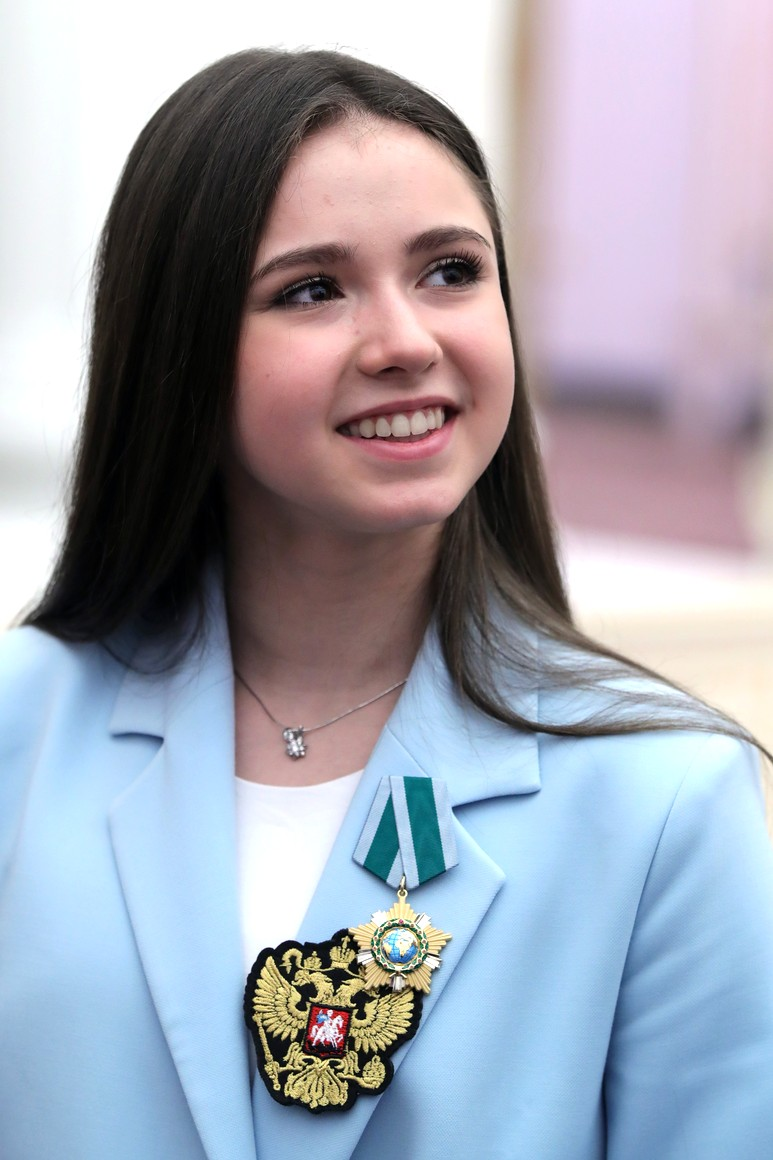
Kamila Walerjewna Walijewa (* 2006)

- Walijewa, Tschulpan Ralitowna (* 2001), russische Nordische Kombiniererin

### Walil
- Waliłko, Igor (* 1997), polnischer Automobilrennfahrer

### Walin
- Walintejew, Artjom Wiktorowitsch (* 1983), russischer Freestyle-Skier

### Walio
- Walior, Charlotte (* 1962), französische Schauspielerin und Regisseurin

### Walis
- Walis, Eddy (1900–1966), niederländischer Geiger und Orchesterleiter
- Walischina, Alexandra Wladimirowna (* 1987), russische Sommerbiathletin
- Waliszewski, Kazimierz (1849–1935), polnischer historischer Schriftsteller
- Waliszewski, Zygmunt (1897–1936), polnischer Maler

### Walit
- Wälitalo, Göte (* 1956), schwedischer Eishockeytorwart und -trainer
- Walitza, Hans (* 1945), deutscher Fußballspieler

### Waliu
- Waliullin, Asat Nasipowitsch (* 1990), russischer Handballspieler
- Waliullin, Rustam (* 1976), belarussischer Biathlet

### Waliz
- Walizada, Sidiq (* 1991), afghanischer Fußballspieler